# Mount-Frankland-Nationalpark
Der Mount-Frankland-Nationalpark ist ein 374 km² großer Nationalpark im Südwesten von Western Australia, Australien. Er ist Teil der Walpole Wilderness Area.

## Lage
Der Park liegt etwa 330 km südlich von Perth am South Western Highway. Die nächsten Städte sind Manjimup, 65 km nordwestlich, und Walpole, 20 km südlich des Parks. Nach den nahegelegenen D’Entrecasteaux- und Shannon-Nationalparks ist er das größte Schutzgebiet in dieser Gegend.

## Geschichte
Während der Erkundung des Gebiets nördlich und westlich von Albany im Jahr 1829 kletterte Thomas Braidwood Wilson auf den Mount Lindesay. Von dort kartographierte er die umliegenden Erhebungen, darunter auch den Mount Frankland, benannt nach George Frankland, dem damaligen Surveyor-General von Tasmanien. Das Gebiet um diese Graniterhebung, von den Aborigines auch Caldyanup genannt, wurde am 23. Dezember 1988 zum Nationalpark erklärt.
Zur Fläche von damals 308 km² kamen im Jahr 2004 2,6 km² und im Jahr 2005 weitere 62,7 km² hinzu, sodass die Fläche des Parks heute 373,59 km² beträgt.

## Flora und Fauna
Ein Teil des Mount-Frankland-Nationalparks besteht aus "Jarrah"- (Eucalyptus marginata), Karri- (Eucalyptus diversicolor) und "Red-Tingle"-Wäldern (Eucalyptus jacksonii). Dort findet man über 50 Vogel-Arten, darunter Adler-, Schnäpper-Arten und eine farbenprächtige Staffelschwanz-Art (Malurus). Im anderen Teil des Nationalparks überwiegt eine baumlose Heidelandschaft.